# Pat McAfee
Patrick Justin McAfee (/ˈmækəfiː/ MA-kə-fee; Plum, Pensilvania, Estados Unidos, 2 de mayo de 1987) es analista deportivo, especialista en patadas iniciales, exjugador de fútbol americano y comentarista de lucha libre profesional. McAfee es analista en College GameDay de ESPN, un programa de televisión que cubre el fútbol americano universitario. Ahora trabaja con WWE, donde actúa y se desempeña como comentarista de color para la marca RAW.
Fue un pateador en West Virginia y seleccionado por los Indianapolis Colts en la séptima ronda del Draft de la NFL de 2009 y jugó en el Super Bowl en su año de novato en una derrota ante los New Orleans Saints. Durante su carrera de ocho años en la Liga Nacional de Fútbol Americano (NFL), Pat McAfee hizo dos Pro Bowls y fue un All-Pro en 2014.
Desde su retiro del fútbol en febrero de 2017, McAfee ha sido analista de fútbol. Fue presentador invitado de las transmisiones universitarias y de la NFL de Fox Sports a fines de 2018, antes de ser anunciado como parte del equipo de fútbol americano universitario Thursday Night de ESPN en julio de 2019. Además, hace apariciones regulares para Get Up! Actualmente presenta The Pat McAfee Show en YouTube.
McAfee se desempeñó como comentarista invitado para los eventos NXT TakeOver de WWE en el 2018, antes de firmar un contrato con la promoción en febrero del 2019. Durante 2020, se peleó con Adam Cole, haciendo su debut en el ring de WWE NXT en TakeOver XXX en una derrota ante Cole.

## Biografía
McAfee nació de Tim y Sally McAfee el 2 de mayo de 1987 en Plum, un suburbio de Pittsburgh, Pensilvania. Asistió a Plum High School, donde jugó fútbol, voleibol y fútbol americano; y recibió interés colegiado por los tres. En su último año, pidió prestados $100 a un amigo y jugó al póquer en un club ilegal, convirtiéndolo en $1,400. Usó los fondos para financiar un viaje a Miami para participar en el último día de una competencia nacional que destacaba a los mejores prospectos pateadores de campo en Estados Unidos. McAfee hizo nueve goles de campo consecutivos, comenzando en 25 yardas y avanzando cinco yardas cada vez. Falló por poco un gol de campo de 70 yardas, con el balón fallando por la derecha pero con suficiente distancia para lograrlo. Después de regresar a casa, Tony Gibson, el coordinador de reclutamiento de West Virginia, se acercó a él en el comedor de la escuela y le ofreció una beca.

## Carrera en fútbol americano

#### Primer año (2005)
McAfee se ganó el puesto de titular en West Virginia como estudiante de primer año. Acertó 11 de 18 en su primer año en tiros de campo y tuvo 70 patadas de salida en la temporada, con 20 touchbacks. El momento más memorable de McAfee se produjo contra Louisville en una victoria triple en tiempo extra por 46–44, que se alcanzó después de una patada lateral exitosa de McAfee. La patada lateral le dio al corredor Steve Slaton la oportunidad de empatar el juego con una carrera de touchdown de una yarda.

#### Segundo año (2006)
Aunque tuvieron derrotas ante Louisville y USF, los Mountaineers ganaron 10 juegos y fueron vencedores en el Gator Bowl sobre Georgia Tech.

#### Juvenil
McAfee comenzó su temporada juvenil con un punto extra fallado contra Western Michigan, poniendo fin a su racha de 106 puntos extra consecutivos. Terminó la temporada en el Fiesta Bowl con una actuación de 2 de 4, con una patada bloqueada por Oklahoma. Fue incluido en el equipo All-Bowl de ESPN después de la temporada de tazones.
McAfee falló dos goles de campo relativamente cortos en la derrota de WVU por 13–9 ante un equipo de Pitt Panthers con solo cuatro victorias; finalmente sacando a los Mountaineers del Juego de Campeonato Nacional BCS. Fue incluido en la lista de semifinalistas del Premio Lou Groza 2007 al mejor pateador universitario. McAfee ganó los honores de jugador del equipo especial de la semana de Big East tres veces en 2007 y fue nombrado segundo equipo All-Big East. Obtuvo el premio Scott Shirley de West Virginia por segundo año consecutivo.

## Estadísticas de carrera de la NFL
| Leyenda | Leyenda            |
| ------- | ------------------ |
|         | Liderando la liga  |
| Bold    | Alto en la carrera |

### Temporada Regular
| Año     | Equipo  | Puntos | Puntos | Puntos | Puntos  | Puntos | Puntos | Puntos  | Puntos | Puntos | Puntos | Puntos | Puntos | Puntos | Puntos | Puntos | Puntos |
| Año     | Equipo  | GP     | Punts  | Yds    | Net Yds | Lng    | Avg    | Net Avg | Blk    | OOB    | Dn     | Ins20  | TB     | FC     | Ret    | RetY   | TD     |
| ------- | ------- | ------ | ------ | ------ | ------- | ------ | ------ | ------- | ------ | ------ | ------ | ------ | ------ | ------ | ------ | ------ | ------ |
| 2009    | IND     | 16     | 64     | 2,837  | 2,416   | 60     | 44.3   | 37.8    | 0      | 0      | 7      | 21     | 6      | 15     | 36     | 301    | 0      |
| 2010    | IND     | 15     | 65     | 2,731  | 2,302   | 66     | 42.0   | 35.4    | 0      | 3      | 8      | 21     | 7      | 22     | 25     | 289    | 1      |
| 2011    | IND     | 16     | 88     | 4,098  | 3,488   | 64     | 46.6   | 39.2    | 1      | 8      | 11     | 21     | 3      | 18     | 48     | 550    | 1      |
| 2012    | IND     | 16     | 73     | 3,520  | 2,985   | 64     | 48.2   | 40.3    | 1      | 10     | 9      | 26     | 8      | 14     | 32     | 375    | 1      |
| 2013    | IND     | 16     | 76     | 3,499  | 2,963   | 65     | 46.0   | 38.5    | 1      | 8      | 15     | 27     | 7      | 17     | 29     | 396    | 1      |
| 2014    | IND     | 16     | 69     | 3,221  | 2,956   | 61     | 46.7   | 42.8    | 0      | 7      | 5      | 30     | 3      | 19     | 35     | 205    | 0      |
| 2015    | IND     | 16     | 85     | 4,052  | 3,546   | 63     | 47.7   | 41.7    | 0      | 7      | 13     | 28     | 6      | 23     | 36     | 386    | 3      |
| 2016    | IND     | 16     | 55     | 2,711  | 2,392   | 74     | 49.3   | 42.7    | 1      | 7      | 5      | 19     | 9      | 17     | 17     | 139    | 0      |
| Carrera | Carrera | 127    | 575    | 26,669 | 23,048  | 74     | 46.4   | 40.1    | 4      | 50     | 73     | 193    | 49     | 145    | 258    | 2,641  | 7      |

### Postemporada
| Año     | Equipo  | Puntos | Puntos | Puntos | Puntos  | Puntos | Puntos | Puntos  | Puntos | Puntos | Puntos | Puntos | Puntos | Puntos | Puntos | Puntos | Puntos |
| Año     | Equipo  | GP     | Punts  | Yds    | Net Yds | Lng    | Avg    | Net Avg | Blk    | OOB    | Dn     | Ins20  | TB     | FC     | Ret    | RetY   | TD     |
| ------- | ------- | ------ | ------ | ------ | ------- | ------ | ------ | ------- | ------ | ------ | ------ | ------ | ------ | ------ | ------ | ------ | ------ |
| 2009    | IND     | 3      | 12     | 550    | 514     | 56     | 45.8   | 42.8    | 0      | 0      | 0      | 3      | 1      | 7      | 4      | 16     | 0      |
| 2010    | IND     | 1      | 4      | 153    | 138     | 46     | 38.3   | 34.5    | 0      | 0      | 1      | 1      | 0      | 2      | 1      | 15     | 0      |
| 2012    | IND     | 1      | 4      | 194    | 137     | 53     | 48.5   | 34.3    | 0      | 0      | 0      | 0      | 0      | 0      | 4      | 57     | 0      |
| 2013    | IND     | 2      | 6      | 310    | 268     | 58     | 51.7   | 44.7    | 0      | 0      | 0      | 0      | 0      | 0      | 6      | 42     | 0      |
| 2014    | IND     | 2      | 8      | 375    | 296     | 68     | 46.9   | 37.0    | 0      | 1      | 1      | 1      | 3      | 0      | 3      | 19     | 0      |
| Carrera | Carrera | 9      | 34     | 1,582  | 1,350   | 68     | 46.2   | 38.7    | 0      | 1      | 2      | 5      | 4      | 9      | 18     | 149    | 0      |

## Como comentarista
Luego de su retiro del fútbol al final de la temporada 2016, McAfee se unió a Barstool Sports, donde desarrolló la división "Heartland" de la compañía en Indianápolis y presentó The Pat McAfee Show en el canal SiriusXM Barstool Power 85. McAfee anunció su separación de Barstool Sports el 31 de agosto de 2018, citando la falta de transparencia con las operaciones comerciales de la empresa como motivo para irse.

### Fox Sports
El 24 de noviembre de 2018, McAfee hizo su debut en la transmisión de fútbol americano universitario en Fox, convocando un partido de fútbol americano universitario entre Baylor y Texas Tech. El 30 de diciembre, McAfee hizo su debut en la transmisión de la NFL en Fox, uniéndose a Justin Kutcher, Robert Smith y la reportera secundaria Sarah Kustok para el juego Lions-Packers.

### ESPN
El 29 de julio de 2019, Adam Schefter anunció a través de Twitter que McAfee se uniría a ESPN como analista de color para sus transmisiones de Thursday Night College Football, junto con Matt Hasselbeck. La noticia llegó después de que McAfee hiciera una audición para Monday Night Football de ESPN después del regreso de Jason Witten a los Cowboys, aunque ESPN decidió conservar su stand tal como está. En el mismo año, McAfee comenzó a hacer apariciones regulares en Get Up! y College GameDay, después de aparecer en el último programa como seleccionador de invitados famoso.
En septiembre de 2022, se anunció que McAfee regresaría a ESPN. Se desempeña como analista de tiempo completo en College Gameday. También se desempeñará como analista para la cobertura de ESPN del Rose Bowl, el College Football Playoff, el Super Bowl y el Pro Bowl. McAfee también es parte de las transmisiones alternativas de fútbol americano universitario Omaha Productions de Peyton Manning en ESPN2. Ha aparecido como invitado dos veces en Monday Night Football con Peyton y Eli.
En mayo de 2023, ESPN anunció que The Pat McAfee Show se trasladaría a sus plataformas, incluidas ESPN televisión, ESPN+ y YouTube en virtud de un acuerdo de varios años; McAfee declaró que mudarse a ESPN le daría un mejor acceso a "activos de producción, capacidades de derechos de liga y acceso a todo lo relacionado con el mundo del deporte". El 17 de agosto de 2023, se anunció que The Pat McAfee Show haría su debut en ESPN, ESPN+ y YouTube el 7 de septiembre de 2023, el mismo día del primer partido de la temporada 2023 de la NFL. Aunque el monto exacto en dólares de su acuerdo con ESPN no se reveló públicamente, se ha informado que supera las ocho cifras.

## Carrera en la lucha libre profesional

### WWE (2018-2024)
En el 2018, McAfee comenzó a aparecer en la programación de la WWE como analista previo al programa para los eventos de NXT TakeOver de la compañía, comenzando con NXT TakeOver: New Orleans, donde continuó su mini pelea con Adam Cole. Más tarde apareció en NXT TakeOver: Chicago II,  NXT TakeOver: Brooklyn 4 y NXT TakeOver: WarGames. En diciembre, se informó que había firmado formalmente un contrato de varios años con WWE, y firmó oficialmente el contrato en febrero de 2019.. Luego comenzó a presentar videos de pago por evento de WWE en vivo en YouTube, comenzando con Fastlane, junto a varios luchadores de la WWE.. En la preparación para WrestleMania 35, McAfee, su equipo y varios invitados especiales viajaron de un lugar a otro en un RV, que su amigo Zito quedó atrapado debajo de un toldo en MetLife Stadium, que fue filmado para Road to WrestleMania de Pat McAfee. Entre bastidores en el evento, McAfee discutió con Michael Cole, cuando Cole lo criticó por usar pantalones cortos de esmoquin. McAfee amenazó con renunciar en el acto y fue enviado a otra habitación mientras se solucionaba la situación. Después de que a Vince McMahon se le mostró una imagen de LeBron James en las Finales de la NBA de 2018, y que el atuendo era similar al que llevaba McAfee para WrestleMania, McMahon aprobó y se le permitió a McAfee ser coanfitrión de la segunda hora del pre-show. junto a Charly Caruso.
McAfee hizo una aparición especial en el episodio del 1 de noviembre de SmackDown.
En el Royal Rumble 2023, McAfee regresó sorpresivamente para comentar justo antes de que el Royal Rumble de hombres comenzara con una recepción muy positiva de la multitud, e incluso de su compañero de comentarios, Michael Cole. Se unió a Cole y Corey Graves en los comentarios. McAfee no hizo otra aparición hasta WrestleMania 39, dónde desafió al anfitrión The Miz a un combate, que luego ganó en menos de 4 minutos después de que Snoop Dogg oficializara el mismo.

## Vida personal
El 20 de octubre de 2010, McAfee fue arrestado y acusado de intoxicación pública, un delito menor de Clase B. Supuestamente, McAfee había sido encontrado sin camisa y mojado, y supuestamente había nadado en un canal en Broad Ripple, un área popular de clubes nocturnos en Indianápolis, aproximadamente a las 5:15 de esa mañana después de ser denunciado por una mujer que lo encontró cerca de su automóvil. La policía informó que probó con un contenido de alcohol en sangre de 0.15. Los Colts luego emitieron una suspensión de un juego a McAfee por sus acciones.  Dos semanas después de ser arrestado, McAfee emitió una disculpa por sus acciones. "Obviamente tomé una decisión tonta en una noche en que las cosas se salieron de control", dijo. "Nunca volveré a poner a mi equipo o a mi familia en este tipo de vergüenza".
El 5 de febrero de 2016, McAfee se convirtió en poseedor del récord mundial Guinness al patear con éxito un gol de campo de 40 yardas con los ojos vendados. El récord se superó dos años después cuando Davis Brief, fanático de McAfee's, pateó un gol de campo de 45 yardas con los ojos vendados el 23 de septiembre del 2018.
McAfee se comprometió con su novia, Samantha Ludy, en febrero del 2019. Los dos se casaron el 1 de agosto de 2020 en Coxhall Gardens en Carmel, Indiana.
McAfee es un buen amigo del también luchador y exjugador de fútbol americano Thomas Pestock, conocido por sus nombres en el ring Baron Corbin, King Corbin y Happy Corbin. Fueron compañeros de equipo en los Indianapolis Colts y vivieron juntos durante su año de novatos. Se unieron por su amor por la lucha libre y en algún momento trabajarían juntos en SummerSlam 2022.